# جنگ دینی

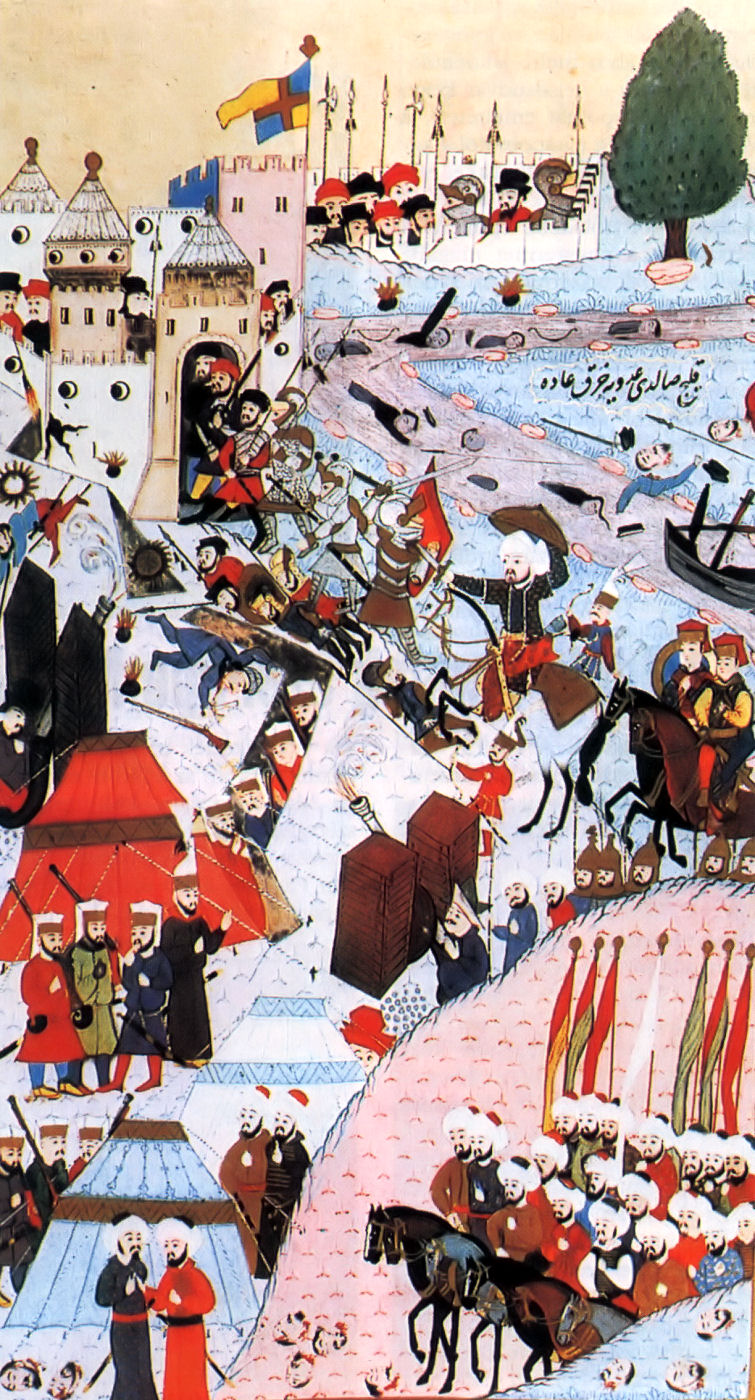
محاصره بلگراد در ۱۴۵۶ در جنگ‌های صلیبی.

جنگ دینی به جنگ ناشی یا توجیه‌شده به علت تفاوت‌های مذهبی گفته می‌شود. این می‌تواند بین یک دولت با دین معین علیه دولت دیگر با دین دیگر باشد، یا میان فرقه‌های مختلف دینی در داخل یک دین، یا گروهی با انگیزه‌های مذهبی به گسترش خشونت‌آمیز ایمان خود بپردازد، یا گروه دیگری را به خاطر باورها یا اعمال دینی‌شان سرکوب کنند. فتوحات مسلمانان، جنگ‌های صلیبی، رِکونکیستا و جنگ‌های دینی فرانسه نمونه‌های تاریخی جنگ‌های دینی هستند.

## فهرست بزرگترین جنگ‌های دینی
این آمار شامل مرگ غیرنظامیان ناشی از بیماری عفونی، قحطی و غیره؛ و همچنین مرگ نظامیان در میدان جنگ یا قتل‌عام و نسل‌کشی است. 
| کمترین تخمین | بیشترین تخمین | رویداد                | مکان               | از   | تا   | ادیان درگیر                   | درصد از جمعیت دنیا       |
| ------------ | ------------- | --------------------- | ------------------ | ---- | ---- | ----------------------------- | ------------------------ |
| ۳٬۰۰۰٬۰۰۰    | ۱۱٬۵۰۰٬۰۰۰    | جنگ سی‌ساله            | امپراتوری مقدس روم | ۱۶۱۸ | ۱۶۴۸ | پروتستانتیسم و کلیسای کاتولیک | ۰٫۵%–۲٫۱%                |
| ۲٬۰۰۰٬۰۰۰    | ۴٬۰۰۰٬۰۰۰     | جنگ‌های دینی فرانسه    | فرانسه             | ۱۵۶۲ | ۱۵۹۸ | پروتستانتیسم و کلیسای کاتولیک | ۰٫۴%–۰٫۸%                |
| ۱٬۰۰۰٬۰۰۰    | ۳٬۰۰۰٬۰۰۰     | جنگ داخلی نیجریه      | نیجریه             | ۱۹۶۷ | ۱۹۷۰ | اسلام و مسیحی                 | ۰٫۰۳%-۰٫۰۹%              |
| ۱٬۰۰۰٬۰۰۰    | ۲٬۰۰۰٬۰۰۰     | دومین جنگ داخلی سودان | سودان              | ۱۹۸۳ | ۲۰۰۵ | اسلام و مسیحی                 | ۰٫۰۲%                    |
| ۱٬۰۰۰٬۰۰۰    | ۳٬۰۰۰٬۰۰۰     | جنگ‌های صلیبی          | سرزمین مقدس، اروپا | ۱۰۹۵ | ۱۲۹۱ | اسلام و مسیحی                 | ۰٫۳%–۲٫۳%                |
| ۱۳۰٬۰۰۰      | ۲۵۰٬۰۰۰       | جنگ داخلی لبنان       | لبنان              | ۱۹۷۵ | ۱۹۹۰ | سنی، شیعه و مسیحی             | &10000000000000000300000 |